# موتورسادات
موتورسادات روستایی در دهستان آیسک بخش آیسک شهرستان سرایان استان خراسان جنوبی ایران است. بر پایه سرشماری عمومی نفوس و مسکن در سال ۱۳۸۵ جمعیت این روستا ۷ نفر (در ۴ خانوار) بوده است.